# Иван Янков (офицер)
Вижте пояснителната страница за други личности с името Иван Янков.
Иван Ангелов Янков е български офицер, генерал-майор.

## Биография
Роден е на 18 февруари 1925 г. в софийското село Костенец. От 1942 г. е член на РМС, а от 1944 г. е на БКП. През 1945 г. завършва гимназия в Самоков. Между 25 август 1943 и 12 февруари 1944 г. е политически затворник. На 2 юни 1944 г. става партизанин от партизански отряд „Чавдар“.

## Служба
- През септември 1944 г. става войник в шести пехотен търновски полк и е ранен в дясната ръка в боя при Страцин.
- 14 април 1945 г. -  6 май 1945 г. е помощник-командир на 9-а батарея на първи армейски артилерийски полк[1]. Между
- 7 май - 14 ноември 1945 г. е школник в Школата за запасни офицери.
- 15 ноември 1945 - 5 юли 1947 г. е уредник школник-стажант в 3-ти дап в Пловдив
- 5 юли 1947 г. - 12 декември 1947 г. е уредник школник-стажант в 8 дап в Стара Загора.
- 13 декември 1947 - 15 юни 1948 г. е командир на свързочен взвод към Министерството на отбраната в София.
- 16 юни 1948 - 5 април 1949 г. е временно изпълняващ длъжността помощник-началник на секция в Управление „Кадри“ на Министерството на отбраната
- 6 април - 11 октомври 1949 г. е временно изпълняващ длъжността началник на секция „Артилерия“ в Управление „Кадри“
- 12 октомври 1949 - 14 април 1950 г. е командир на взвод в ОВМАП-Плевен
- 15 април 1950 – 12 юли 1951 Командир на батарея в ОВМАП-Плевен
- 13 юли 1951 – 5 ноември 1953 е командир на артилерийски дивизион в същия в ОВМАП-Плевен
- 6 ноември 1953 – 12 ноември 1955 учи в Артилерийския факултет на Военнотехническата академия в София. След като се завръща е назначен за
- до 25 ноември 1956 заместник-командир на 56-и артилерийски полк-РГК (резерв на главното командване)
- 26 ноември 1956 - 6 януари 1960 г. е командир на 56-и артилерийски полк-РГК в Плевен.
- 7 януари - 16 октомври 1960 г. е заместник-командир на 41-ви артилерийски полк
- 17 октомври 1960 – 17 април 1961 е временно изпълняващ длъжността командир на 41-ви артилерийски полк
- 18 април - 25 октомври 1961 г. е заместник началник-щаб на 56-а ракетна бригада
- 26 октомври 1961 до 30 юли 1962 г. учи във Висше учебно заведение в СССР
- до 5 ноември 1963 г. командир на 1-ви ракетен дивизион на 66 армейска ракетна бригада
- 6 ноември 1963 - 5 октомври 1972 г. е заместник-командир на 66-а армейска ракетна бригада в Ямбол
- 6 октомври 1972 – 14 октомври 1982 г. е командир на 46-а армейска ракетна бригада в Самоков[2].

## Образование
- Школа за запасни офицери-7 май-14 ноември 1945
- Военнотехническа академия – 6 ноември 1953 – 12 ноември 1955
- Висше учебно заведение в СССР – 26 октомври 1961 до 30 юли 1962 г.
- Висш централен офицерски курс за Гражданска отбрана в СССР – 10 май и 9 юли 1984

## Военни звания
- подпоручик – ?
- поручик (27 април 1950)
- капитан (29 август 1952)
- майор (20 август 1956)
- подполковник (25 април 1961)
- полковник (12 октомври 1966)
- генерал-майор (6 септември 1980)[3]

## Награди
- Медал „За безупречна служба“ – III ст.
- Медал „За безупречна служба“ – II ст.
- Медал „30 години социалистическа революция“
- Орден „За храброст“ – III ст.
- Орден „За храброст“ – II ст.
- „9 септември 1944 г.“ – II и I ст. с мечове
- „Народна република България“ – III ст.